# Приобално бушење
Приобално бушење се односи на механички процес у коме се бушотине налазе на морском дну. Обично се спроводи да би се истражила, а затим и експлоатисала нафта која се налази у формацијама стена испод морског дна. Најчешће, термин се користи да опише активности бушења на континенталном делу, може се применити и на бушењу у копненим водама, језерима и морима унутрашњости.

## Историја
Око 1896, прва потопљена бушотина у сланој води је избушена у делу Самрленд нафтно поље поред Санта Барбара канала у Калифорнији. Око 1896, прва потопљена бушотина у сланој води је избушена у делу Самрленд поља које се протеже испод канала Санта Барбара у Калифорнији. Бунари су избушене са стубовима који се протежу од земље, изван у канал.

## Главна поља за бушење са воде
Значајна поља у близини обале данас се могу наћи у Северном мору, Мексичком заливу (углавном у близини обала Тексаса и Луизијане, али и Мисисипија и Алабаме), Калифорнији (у Санта Барбара каналу, Санта Барбара), Каспијском мору (посебно неке главне области у близини обале Азербејџан) Кампос и Сантос басен, а даље од обале: Бразил, Њуфаундленд и Лабрадор , неколико поља у западној Африци нарочито западно од Нигерије и Анголе, као и поља у Југоисточној Азији и Сахалину, Русија.

## Изазови
Производња нафте и гаса на води је много сложенија него на копну због удаљености и суровог окружења. Већи део иновација у овом нафтном сектору усмрава се на превазилажење ових изазова, укључујући потребу да се обезбеде веома велики производни погони.

## Утицај на животну средину
Овај начин производња нафте укључује еколошке ризике, пре свега ризике од изливања нафте из танкера или цевовода за експлоатацију нафте од платформе до копна и од цурења и несрећа на платформи.